# Justin Muturi
Justin Muturi, né le 28 avril 1956, est un homme politique kényan.